# Eusthenopteron
L'eustenottero (gen. Eusthenopteron) è un grosso pesce d'acqua dolce fossile, vissuto nel Devoniano superiore (circa 385 milioni di anni fa). I suoi resti sono stati rinvenuti soprattutto nel Canada orientale, ma anche in Scozia e in Russia.

## Situazione tassonomica
Questo grande pesce, lungo fino a un metro e venti, è considerato il più famoso rappresentante dei ripidisti (Ripidista), un gruppo estinto di pesci dalle pinne carnose che si ritiene siano situati sulla linea filetica degli anfibi e di tutti gli altri tetrapodi. Il gruppo, secondo le recenti classificazioni cladistiche, non sarebbe più valido scientificamente in quanto parafiletico, e dovrebbe essere diviso negli ordini dei porolepiformi e degli osteolepiformi. A quest'ultimo gruppo, effettivamente assai vicino all'origine degli anfibi, apparterrebbe l'eustenottero.

## Descrizione
La disposizione piramidale delle ossa delle pinne pari è straordinariamente simile a quella propria degli arti dei tetrapodi primitivi come Ichthyostega e Acanthostega. Inoltre, la struttura della colonna vertebrale, la disposizione delle ossa nel cranio e le strane pieghe di smalto presenti nei denti sono molto simili agli stessi elementi presenti nello scheletro dei primi tetrapodi. 

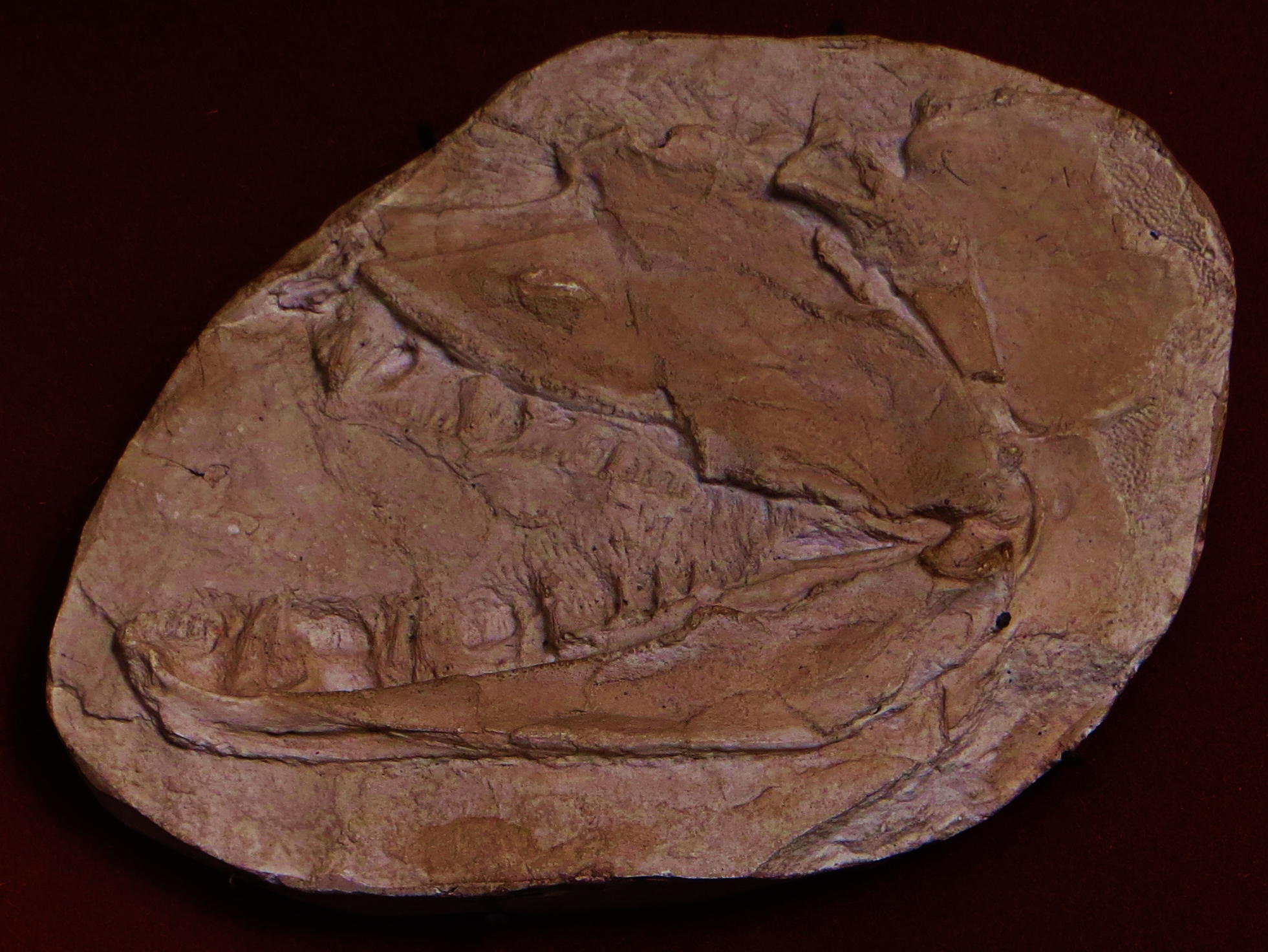
Cranio di Eusthenopteron

Il corpo, tuttavia, è ancora tipicamente "da pesce", e la coda terminava in una pinna trilobata. Spesse squame proteggevano il corpo allungato, mentre le pinne pettorali erano spostate in avanti ed erano articolate con il cinto scapolare, che a sua volta era articolato con la parte posteriore del cranio. Le pinne ventrali, quelle dorsali e quella anale, invece, erano spostate molto all'indietro.

## Habitat
Eusthenopteron doveva essere uno dei massimi predatori del suo habitat, e probabilmente cacciava altri pesci tendendo agguati sul fondale, dove si appoggiava con le robuste pinne. Malgrado queste fossero carnose e particolarmente forti, è in effetti improbabile che potessero condurre l'animale fuori dall'acqua, tanto era il peso dell'eustenottero. Lo scheletro, inoltre, non aveva sufficienti caratteristiche di resistenza meccanica per sostenere questo pesce ed opporsi alla forza di gravità. Attualmente gli scienziati pensano che anche i primi tetrapodi fossero acquatici, e utilizzassero le zampe per spostarsi nelle acque torbide. Solo in un secondo tempo questi animali uscirono dall'acqua per avere una vita terrestre.

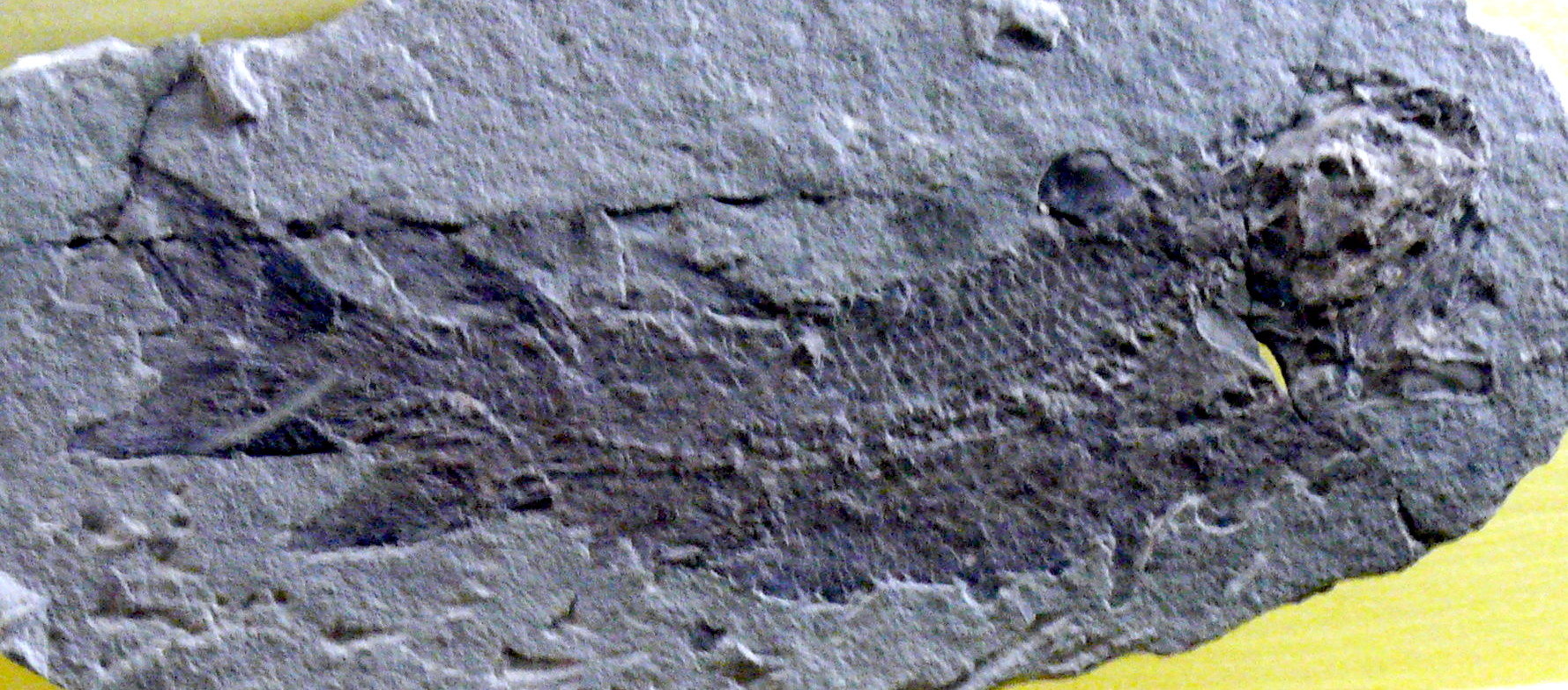
Fossile di Eusthenopteron foordi

## Specie affini
Tra le varie specie di eustenottero, la più conosciuta è senza dubbio E. foordi. Un suo stretto parente, più piccolo e primitivo, è Osteolepis. Altri animali simili raggiunsero dimensioni gigantesche, della lunghezza di 5-6 metri: è il caso di Notorhizodon e di Rhizodus.

## Galleria d'immagini

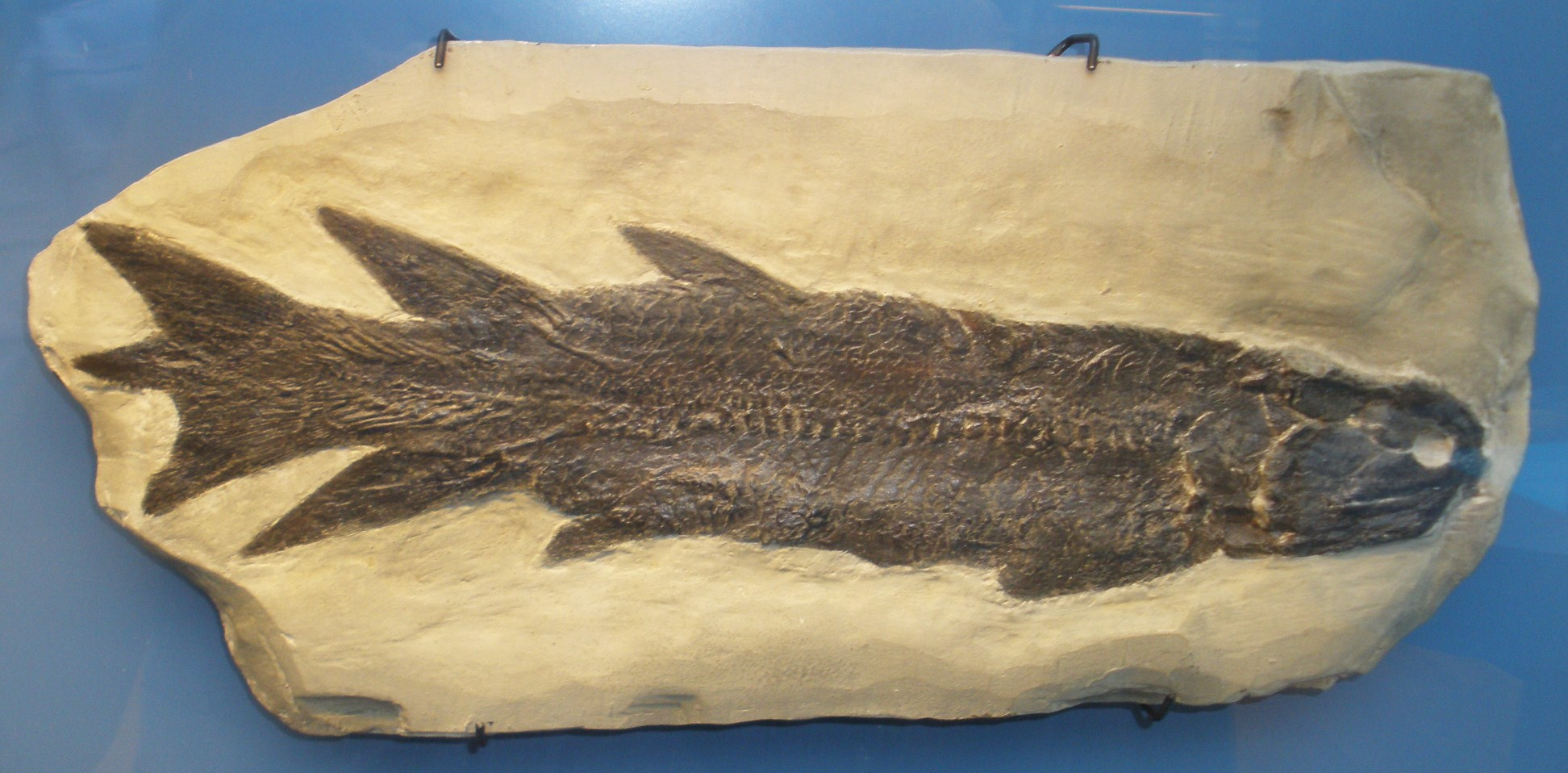
Fossile di Eusthenopteron foordi
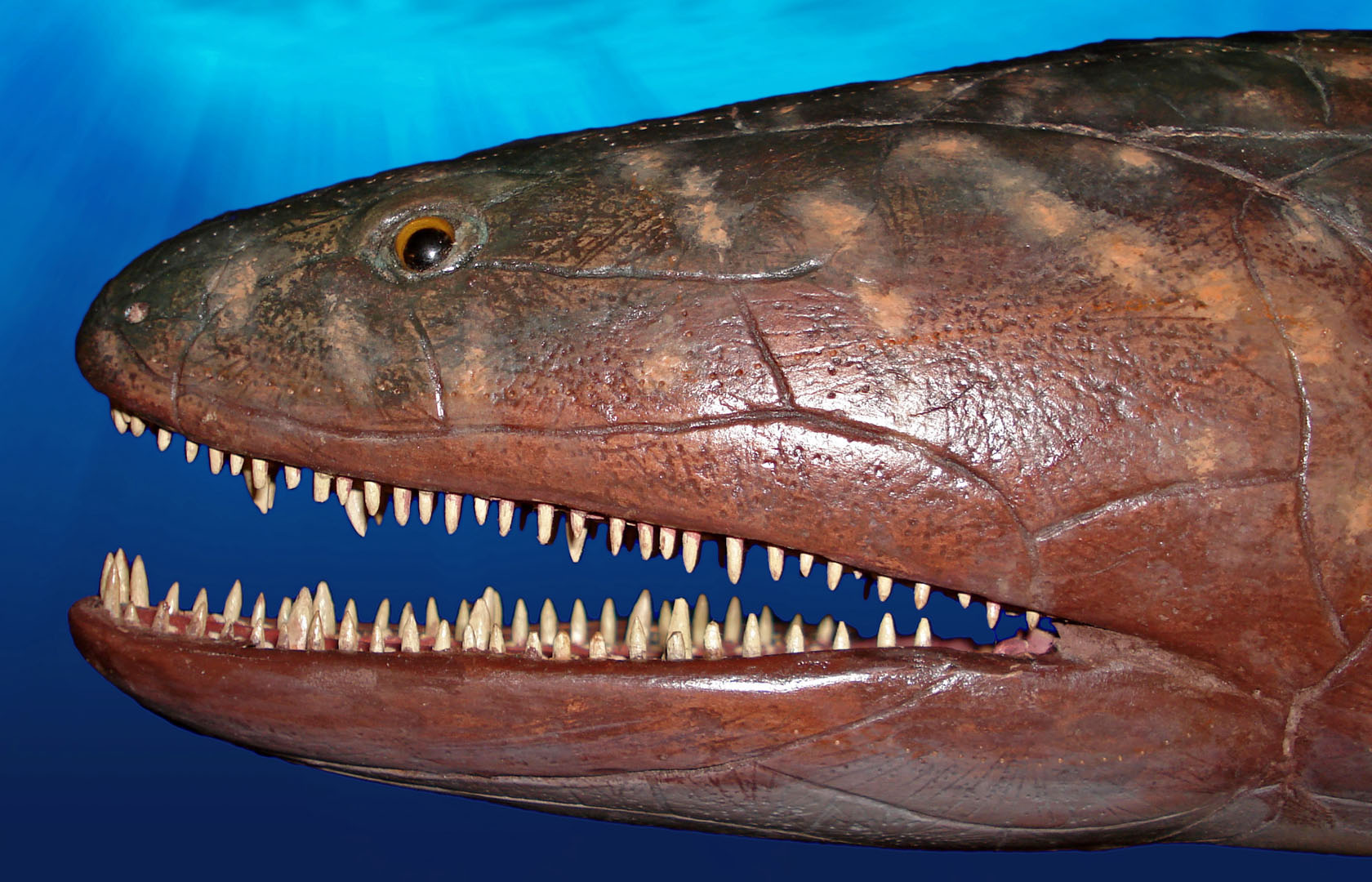
Ricostruzione della testa di Eusthenopteron
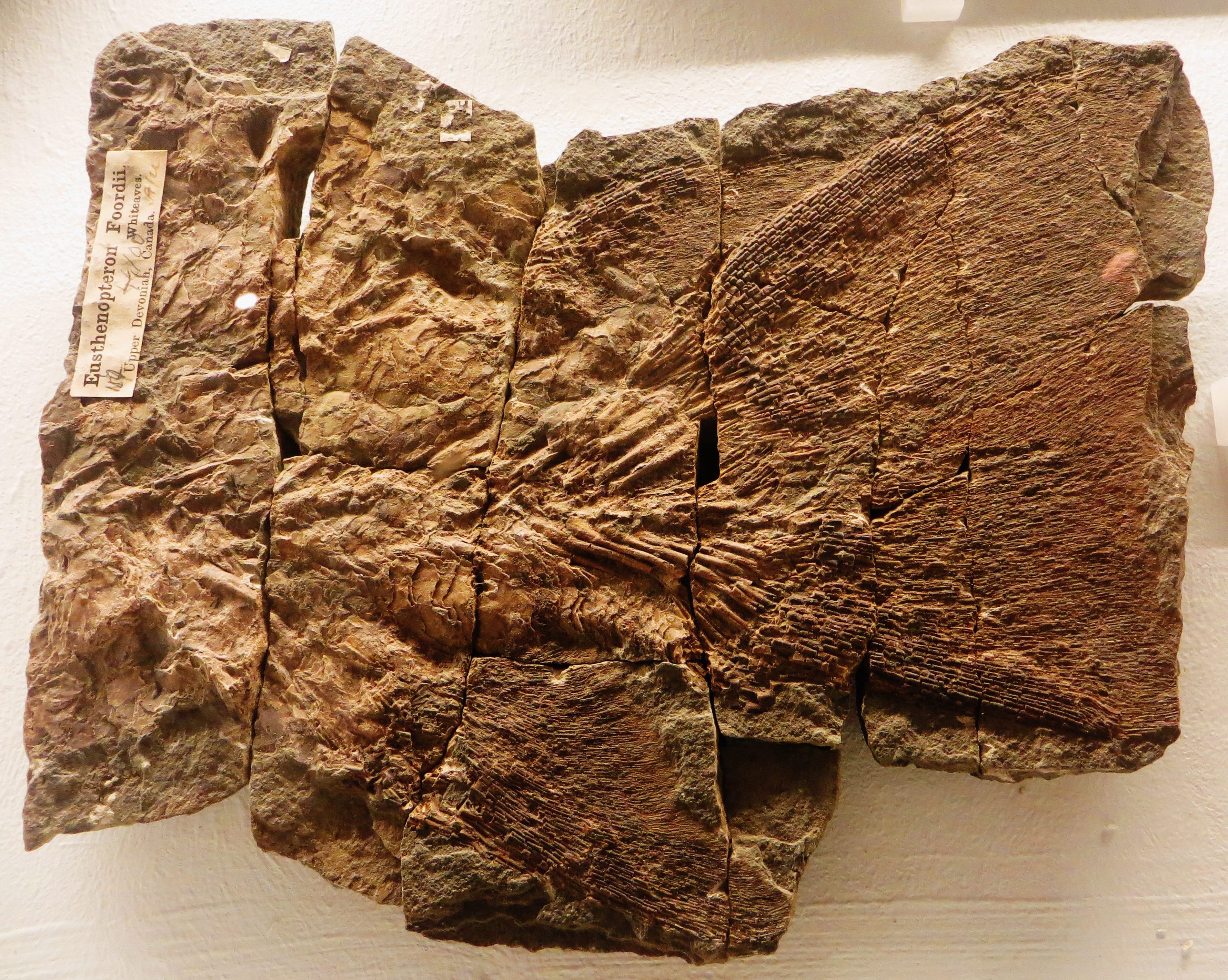
Fossile della coda di Eusthenopteron foordi
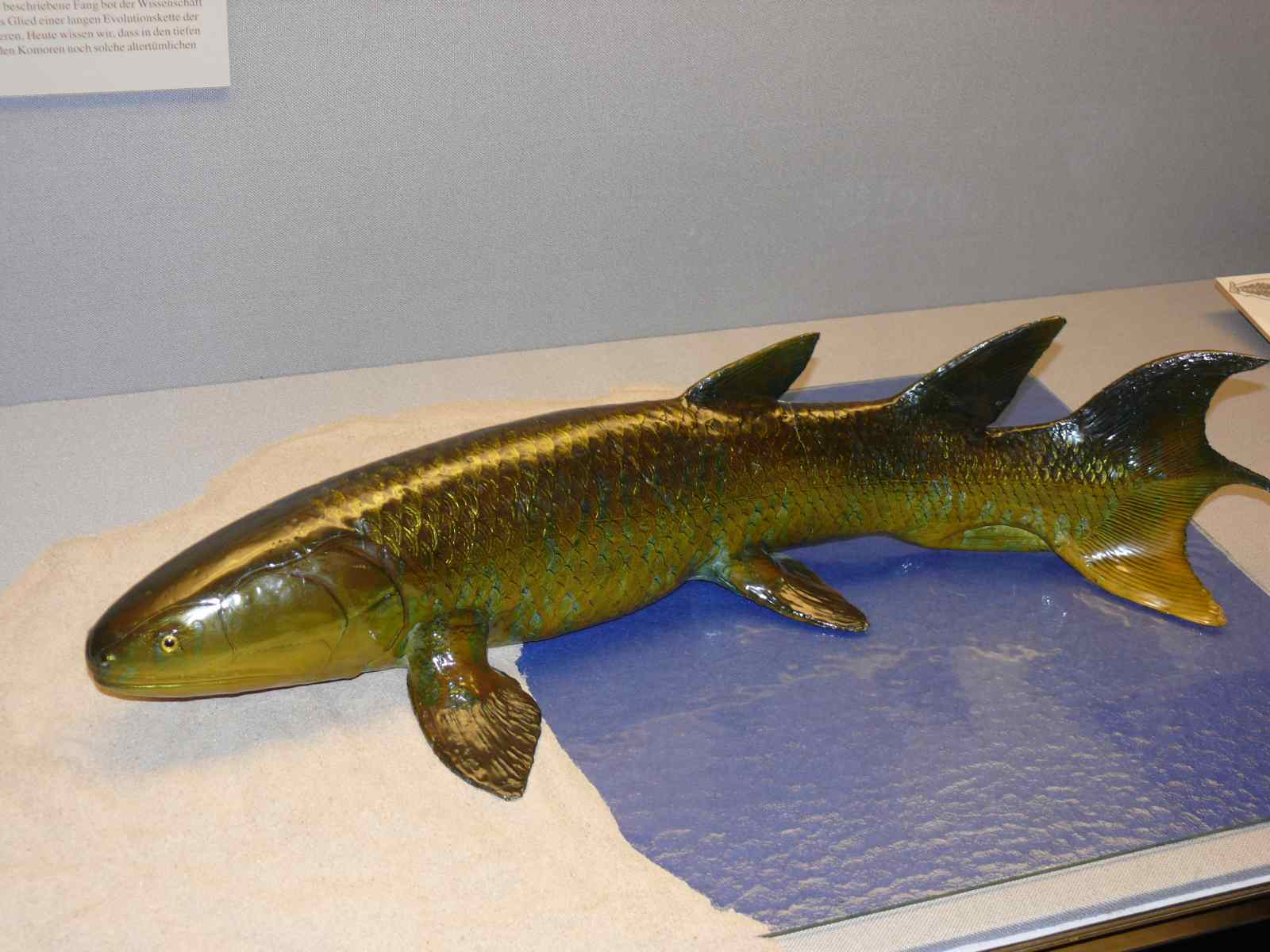
Modello di Eusthenopteron